# Taiwan i olympiska vinterspelen 1972
Republiken Kina deltog i olympiska vinterspelen 1972, detta var Republiken Kinas första vinterspel. Man deltog enbart i Alpin skidåkning och Längdskidåkning.

## Resultat

### Alpin skidåkning
- Storslalom herrar
  - Wang Cheng-Che - 47
  - Hwang Wei-Chung - 48
  - Chen Yun-Ming - ?
  - Chia Kuo-Liang - ?

- Slalom herrar
  - Chen Yun-Ming - 34
  - Wang Cheng-Che - 35
  - Hwang Wei-Chung - 36
  - Chia Kuo-Liang - 37

### Längdskidåkning
- 15 km herrar
  - Liang Reng-Guey - 62